# Synema revolutum
Synema revolutum es una especie de araña cangrejo del género Synema, familia Thomisidae, orden Araneae.

## Distribución
Esta especie se encuentra en Asia: China e India.

## Taxonomía
Fue descrita por Tang & Li en 2010.
Tratamiento taxonómico
La especie aparece registrada y publicada en Crab spiders from Xishuangbanna, Yunnan Province, China (Araneae, Thomisidae). Zootaxa 2703: 1–105.